# Un partage équitable
Pour plus de détails, voir Fiche technique et Distribution.
Un partage équitable (The Fair-Haired Hare) est un cartoon de la série américaine Looney Tunes réalisé par Friz Freleng sorti en avril 1951 mettant en scène Bugs Bunny et Sam le pirate.

## Synopsis
Alors que Bugs est tranquillement en train de chanter, Sam s'installe juste au-dessus de son terrier. Après s'être fait chasser, Bugs et Sam sont finalement condamnés à vivre ensemble et le décès de l'un des 2 personnages entraînerait la propriété du terrain au survivant. Après avoir tenté de l'assommer pendant son sommeil Sam tente d'empoisonner le lapin mais ce dernier inverse les verres et boit du jus carottes tandis que Sam boit le poison. Bugs finit par se réfugier dans son terrier et Sam en voulant faire exploser son terrier se propulse dans le ciel.

## Distribution
- Mel Blanc : voix